# Ricard Simó i Bach
Ricard Simó i Bach (Sabadell, 11 de maig de 1911 - 11 d'agost de 1991) fou un barber, agent comercial i biògraf català.

## Biografia
Barber d'ofici, als 19 anys Ricard Simó s'incorporà com a professional a la barberia del seu pare, després d'uns anys d'aprenentatge a la Barberia Roca. Ja de molt jove se sentí atret per la política i freqüentà la biblioteca del Círcol Republicà Federal, on conegué els futurs companys de militància del Bloc Obrer i Camperol, organització que més tard s'integrà en el POUM. Exiliat a França el febrer de 1939, va ser internat al camp de concentració de Sant Cebrià i al de Barcarès, d'on aconseguí escapar-se, al locutori, canviant inadvertidament els papers de visitat per visitant. Va anar a raure a Montpeller, a la residència d'intel·lectuals catalans, on va tenir ocasió, com a barber, de conèixer i tractar els grans escriptors i artistes catalans exiliats.
De retorn a Sabadell el 1943, va haver de sofrir denúncies per la seva antiga militància trotskista. Escrit entre el camp de Sant Cebrià i la presó de Sabadell, el 1953 va publicar Barberos y peluqueros, que va arribar a set edicions i tingué una gran difusió per l'Amèrica Llatina, com a llibre de text a les escoles de capacitació professional. Amb tot, el 1959 va deixar l'ofici de barber per ingressar al Col·legi d'Agents Comercials; va treballar aleshores de viatjant d'una empresa tèxtil i, voltant per tota la península, va fer amics arreu, alguns tan singulars com el bisbe de Canàries o l'escriptor José María Pemán. Els darrers anys treballà en la recopilació d'un arxiu de dades personals, fotografies, documents i testimonis de personatges nascuts o relacionats amb Sabadell, per a l'edició d'un magne Diccionari biogràfic de sabadellencs, que restà inèdit. Però només en part, perquè d'aquest extens arxiu van sortir els centenars d'articles biogràfics apareguts al Diari de Sabadell i tres volums de biografies.
El 29 de gener de 1992, Sabadell li va dedicar el nom de la plaça que hi ha davant del Museu d'Art.

## Obra[2]
- 1953 - Barberos y peluqueros
- 1984 - 100 sabadellencs en els nostres carrers
- 1986 - Sabadellencs morts en l'exili[4]
- 1988 - 63 dones sabadellenques dignes de recordar